# トリアレティ山脈
トリアレティ山脈（トリアレティさんみゃく、グルジア語: თრიალეთის ქედი、グルジア語ラテン翻字: Trialetis Kedi）は、ジョージアにある山脈。小コーカサス山脈の西部を構成し、東西方向に走っている。全長約150キロメートル、最大幅は30キロメートル。トリアレティ山脈の北側にはクラ川が流れている。トリアレティ山脈の西端はアハルツィヘ盆地で、そこからサバドゥリ山脈に続いている。東端はトビリシ盆地であり、そこからテレティ山脈に続いている。
トリアレティ山脈は大きく西部と東部に分類され、西部には最高峰カラカイア山、サバドゥリ山脈、チョバレティ山脈がある。東部にはサツケペラ、テレティ山脈がある。トリアレティ山脈の最高峰カラカイア山の標高は2,850メートルである。次いで2,300メートル級から2,800メートル級のアルジェヴァニ、サクヴェロ、コディアニ、オショラ、オルタタヴィ、クヴァジヴァリ、ケンチカラなどがある。

## 地質
トリアレティ山脈は主に古第三紀の火山性堆積物（斑状溶岩、凝灰角礫岩、凝灰岩、凝灰質岩）で構成されており、そこに白亜紀後期の石灰岩、暁新世から漸新世にかけての粘土、そして橄欖石が堆積している。山脈の西側部分には、若い安山岩が広がっている。

## 自然
トリアレティ山脈には数多くの火山地形があり、盆地や間欠泉、洞窟などが存在している。北側の斜面には、標高900メートルから2400メートルまでの間に、5段階に分かれた尾根がある。標高1200から1300メートルまではオークが原生しており、裾野にはカシが分布している。標高1200～1300メートルから2000～2200メートルの範囲にはブナ林がある。標高の最も高い地域では、亜高山性や高山性の草原に覆われている。

## 道路
トリアレティ山脈を通過する経路としてもっとも著名な道に、ツフラツカロ峠がある。これは浸食を受けた尾根や谷地に作られた経路である。